# Grégory Christen
Grégory Christen (19 gennaio 1983) è un hockeista su ghiaccio svizzero che gioca, dalla stagione 2011-2012, nella Prima Lega con l'HC Chiasso.

## Carriera
Ha giocato per l'HC Ambrì-Piotta dal 2006 al 2010.

## Statistiche
Statistiche aggiornate ad agosto 2012.

### Club
| Stagione  | Squadra           | Stagione regolare | Stagione regolare | Stagione regolare | Stagione regolare | Stagione regolare | Stagione regolare | Playoff | Playoff | Playoff | Playoff | Playoff |
| Stagione  | Squadra           | Lega              | P                 | G                 | A                 | Pt                | PIM               | P       | G       | A       | Pt      | PIM     |
| --------- | ----------------- | ----------------- | ----------------- | ----------------- | ----------------- | ----------------- | ----------------- | ------- | ------- | ------- | ------- | ------- |
| 1999-2000 | Sierre            | NLB               | 8                 | 1                 | 0                 | 1                 | 2                 | 3       | 2       | 1       | 3       | 0       |
| 2000-2001 | Lugano U20        | Elite Jr. A       | 9                 | 8                 | 6                 | 14                | 6                 |         |         |         |         |         |
|           | Sierre            | NLB               | 34                | 3                 | 0                 | 3                 | 6                 | 3       | 0       | 0       | 0       | 2       |
| 2001-2002 | Lugano            | NLA               | 15                | 0                 | 0                 | 0                 | 0                 |         |         |         |         |         |
|           | La Chaux-de-Fonds | NLB               | 3                 | 1                 | 0                 | 1                 | 2                 |         |         |         |         |         |
|           | Lugano U20        | Elite Jr. A       | 32                | 10                | 7                 | 17                | 75                | 3       | 4       | 1       | 5       | 2       |
| 2002-2003 | Lugano            | NLA               | 1                 | 0                 | 0                 | 0                 | 0                 |         |         |         |         |         |
|           | Ajoie             | NLB               | 8                 | 0                 | 0                 | 0                 | 4                 |         |         |         |         |         |
|           | Lugano U20        | Elite Jr. A       | 26                | 18                | 9                 | 27                | 46                |         |         |         |         |         |
| 2003-2004 | Lugano            | NLA               | 27                | 1                 | 1                 | 2                 | 6                 | 3       | 0       | 0       | 0       | 0       |
|           | Chur              | NLB               | 25                | 8                 | 5                 | 13                | 50                |         |         |         |         |         |
| 2004-2005 | Lugano            | NLA               | 8                 | 1                 | 0                 | 1                 | 4                 |         |         |         |         |         |
|           | Chur              | NLB               | 31                | 6                 | 8                 | 14                | 16                |         |         |         |         |         |
|           | Lausanne          | NLA               | 0                 | 0                 | 0                 | 0                 | 0                 | -       | -       | -       | -       | -       |
|           |                   | Playout           | 12                | 1                 | 1                 | 2                 | 6                 | -       | -       | -       | -       | -       |
| 2005-2006 | Olten             | NLB               | 43                | 16                | 13                | 29                | 47                | 5       | 1       | 0       | 1       | 4       |
| 2006-2007 | Ambrì-Piotta      | NLA               | 5                 | 0                 | 0                 | 0                 | 2                 |         |         |         |         |         |
|           | Martigny          | NLB               | 42                | 27                | 18                | 45                | 44                |         |         |         |         |         |
| 2007-2008 | Ambrì-Piotta      | NLA               | 44                | 2                 | 7                 | 9                 | 33                | -       | -       | -       | -       | -       |
|           |                   | Playout           | 11                | 2                 | 0                 | 2                 | 6                 | -       | -       | -       | -       | -       |
| 2008-2009 | Ambrì-Piotta      | NLA               | 39                | 2                 | 3                 | 5                 | 18                | -       | -       | -       | -       | -       |
|           |                   | Playout           | 12                | 1                 | 1                 | 2                 | 4                 | -       | -       | -       | -       | -       |
|           | Young Sprinters   | NLB               | 8                 | 2                 | 4                 | 6                 | 2                 |         |         |         |         |         |
| 2009-2010 | Ambrì-Piotta      | NLA               | 17                | 1                 | 1                 | 2                 | 2                 |         |         |         |         |         |
|           | La Chaux-de-Fonds | NLB               | 12                | 1                 | 4                 | 5                 | 4                 | 4       | 1       | 0       | 1       | 0       |
| 2010-2011 | La Chaux-de-Fonds | NLB               | 16                | 0                 | 2                 | 2                 | 8                 |         |         |         |         |         |
|           | Sierre            | NLB               | 23                | 9                 | 8                 | 17                | 28                | 4       | 1       | 0       | 1       | 2       |
| 2011-2012 | Chiasso           | Switzerland 3     | 26                | 14                | 16                | 30                | 14                | 8       | 1       | 0       | 1       | 8       |

### Nazionale
| Stagione  | Livello         | Risultati    | Risultati | Risultati | Risultati | Risultati | Risultati |
| Stagione  | Livello         | Competizione | P         | G         | A         | Pt        | PIM       |
| --------- | --------------- | ------------ | --------- | --------- | --------- | --------- | --------- |
| 2002-2003 | Switzerland U20 | WJC-20       | 6         | 1         | 4         | 5         | 10        |

## Palmarès
- 1. Lega: 2

Chur: 2002-03
Chiasso/Biasca: 2015-16